# 204 km (obwód smoleński)
204 km (ros. 204 км) – przystanek kolejowy w pobliżu miejscowości Pierczicha, w rejonie nowodugińskim, w obwodzie smoleńskim, w Rosji. Położony jest na linii Lichosławl – Rżew – Wiaźma.